# Rhinodia
Genre
Rhinodia est un genre de lépidoptères de la famille des Geometridae.

## Espèces
- Rhinodia allogata Felder & Rogenhofer, 1874
- Rhinodia allongata Rosenstock, 1885
- Rhinodia jucundaria Walker, 1866
- Rhinodia rostraria Guenée, 1858
- Rhinodia undiferaria Walker, 1866